# ダノンチェイサー
ダノンチェイサー（欧字名:Danon Chaser、2016年2月6日 - ）は、日本の競走馬。2019年のきさらぎ賞の勝ち馬である。
馬名の意味は、冠名＋追撃者。追撃者として活躍することを願って。

## 戦績

### デビュー前
父はディープインパクト、母はアイリッシュ1000ギニー、ガーデンシティステークスとGI2勝のサミターである。サミターはアメリカ合衆国で現役引退したところをノーザンファームによって買い取られ、日本で繁殖牝馬となった。その2番仔がこのダノンチェイサーである。
2017年のセレクトセール1歳馬市場にて、ダノックスの名義で知られる野田順弘に2億5000万円(税抜)という高値で落札され、栗東の池江泰寿厩舎に入厩した。

### 2歳（2018年）
2018年7月8日の2歳新馬戦でデビューし、川田将雅を鞍上に1番人気に推されるも4着に敗れる。約1ヶ月半後の未勝利戦をブレントン・アヴドゥラ騎乗で勝ち上がる。休養を挟んで11月にきんもくせい特別（500万下）に津村明秀騎乗で出走し、2歳コースレコード決着にハナ差の2着となる。翌月のこうやまき賞（500万下）にも津村とのコンビで出走し、2勝目を挙げる。

### 3歳（2019年）
2019年は初戦にきさらぎ賞を選択し、新馬戦以来となる川田とのコンビで出走。レース前には雨が降り力の要る馬場となったが、直線で逃げたランスオブプラーナを捉えて抜け出し、追い込んできた2着タガノディアマンテに2馬身差をつけ快勝した。しかし、春の大目標であったNHKマイルカップでは、初めての多頭数での競馬の中でグランアレグリアの斜行を受ける不利もあり4着（5位入線）に終わった。その後はアブドゥラとの再コンビで東京優駿（日本ダービー）出走に向けて調整されていたが、調教中に左寛跛行が見られ、長期間の休養に入った。

### 4歳（2020年）
夏の米子ステークスで約1年ぶりに復帰したが、1番人気を裏切り6着に敗れた。その後、小倉日経オープンと信越ステークスでは共に3着と好走。11月15日のオーロカップでは9着に終わり、4歳シーズンを未勝利で終える。

### 5歳（2021年）
3月14日、5歳初戦としてリステッド競走の東風ステークスに出走。5番人気に推されたが、9着に敗れた。その後は二桁着順が続いていたが、初のスプリント戦となった12月5日のラピスラズリステークスではエーポスの3着に入った。

### 6歳（2022年）～7歳（2023年）
6歳初戦となった2022年1月15日のカーバンクルステークス（OP）に出走し、13着に敗れる。その後のレースでも二桁着順と精彩を欠き、2023年1月7日のニューイヤーステークス10着が最後のレースとなった。同年1月19日付けで競走馬登録を抹消、滋賀県甲賀市の吉澤ステーブルWESTで乗馬となる予定。

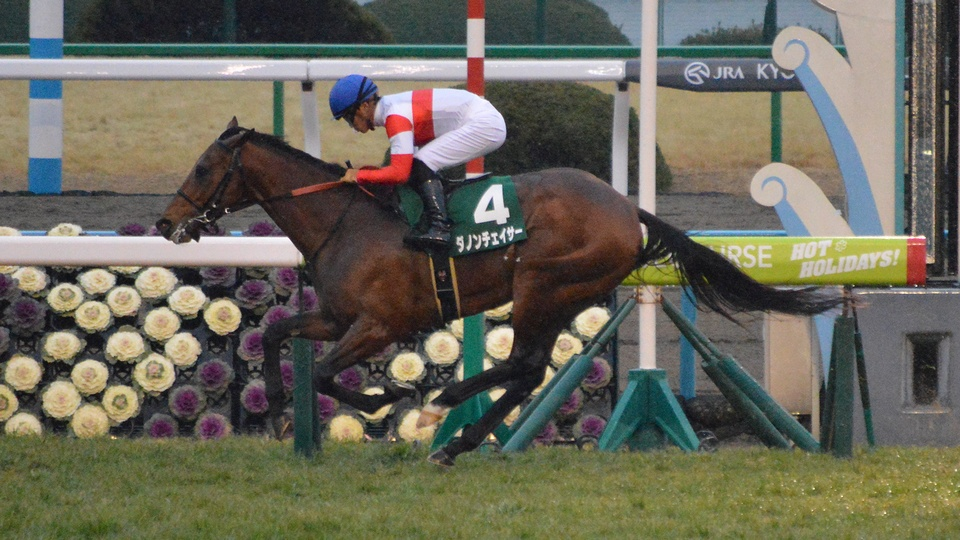
2019年きさらぎ賞
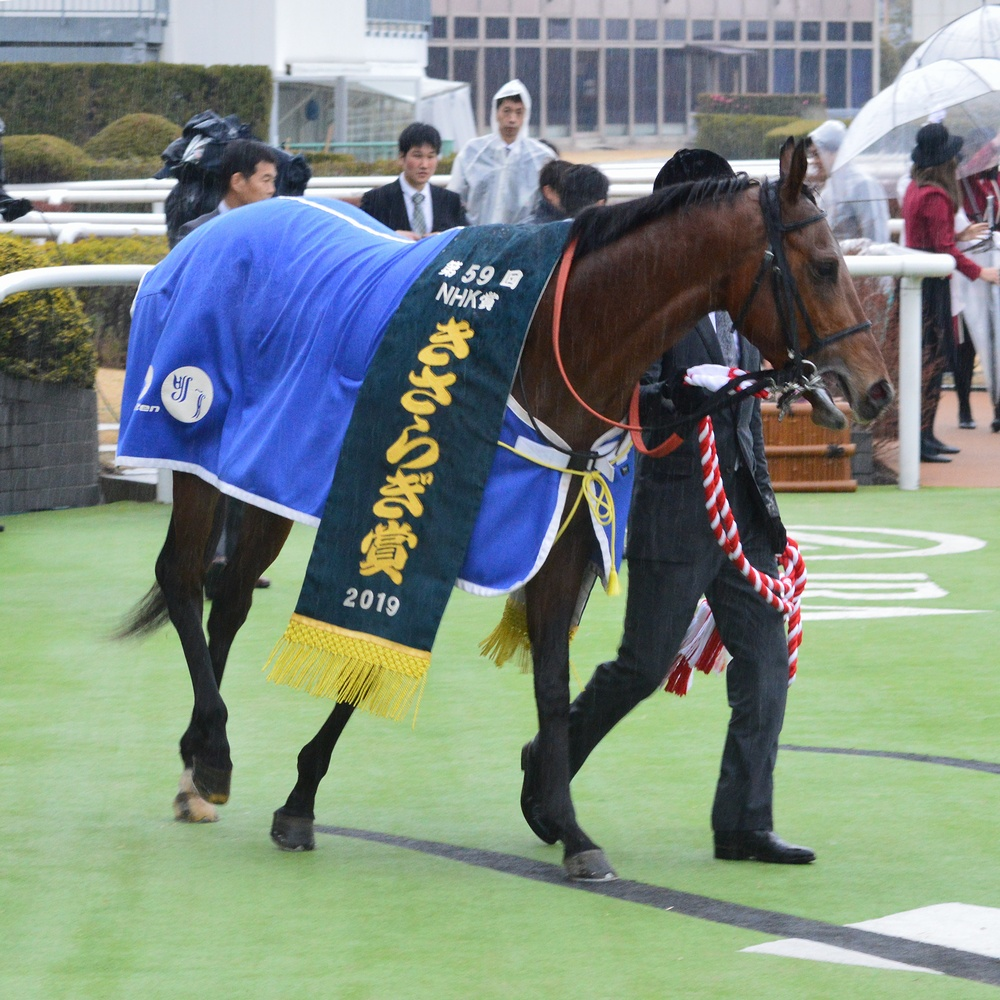

## 競走成績
以下の内容は、netkeiba.comの情報に基づく。
| 競走日     | 競馬場 | 競走名            | 格      | 距離（馬場）  | 頭 数 | 枠 番 | 馬 番 | オッズ （人気） | 着順 | タイム （上り3F） | 着差 | 騎手          | 斤量 [kg] | 1着馬（2着馬）         | 馬体重 [kg] | 備考       |
| ---------- | ------ | ----------------- | ------- | ------------- | ----- | ----- | ----- | --------------- | ---- | ----------------- | ---- | ------------- | --------- | ---------------------- | ----------- | ---------- |
| 2018.07.08 | 中京   | 2歳新馬           |         | 芝2000m（重） | 10    | 3     | 3     | 001.90（1人）   | 04着 | R2:06.8（35.2）   | -0.7 | 0川田将雅     | 54        | カテドラル             | 472         |            |
| 0000.08.18 | 小倉   | 2歳未勝利         |         | 芝1800m（良） | 6     | 4     | 4     | 003.60（3人）   | 01着 | R1:47.6（34.7）   | -0.2 | 0B.アヴドゥラ | 54        | （オメガ）             | 466         |            |
| 0000.11.04 | 福島   | きんもくせい特別  | 500万下 | 芝1800m（良） | 12    | 3     | 3     | 002.20（1人）   | 02着 | R1:46.2（35.1）   | -0.0 | 0津村明秀     | 55        | マイネルサーパス       | 470         |            |
| 0000.12.01 | 中京   | こうやまき賞      | 500万下 | 芝1600m（良） | 9     | 7     | 7     | 001.80（1人）   | 01着 | R1:34.7（33.5）   | -0.0 | 0津村明秀     | 55        | （マイネルウィルトス） | 474         |            |
| 2019.02.03 | 京都   | きさらぎ賞        | GIII    | 芝1800m（良） | 12    | 8     | 12    | 005.40（3人）   | 01着 | R1:49.0（34.8）   | -0.3 | 0川田将雅     | 56        | （タガノディアマンテ） | 476         |            |
| 0000.05.05 | 東京   | NHKマイルC        | GI      | 芝1600m（良） | 18    | 2     | 3     | 010.00（3人）   | 04着 | R1:32.7（34.2）   | -0.3 | 0川田将雅     | 57        | アドマイヤマーズ       | 476         | [ 注釈 1 ] |
| 2020.06.21 | 阪神   | 米子S             | L       | 芝1600m（良） | 18    | 4     | 7     | 002.90（1人）   | 06着 | R1:33.2（34.6）   | -0.5 | 0川田将雅     | 57        | スマイルカナ           | 492         |            |
| 0000.08.30 | 小倉   | 小倉日経OP        | OP      | 芝1800m（良） | 12    | 2     | 2     | 003.50（2人）   | 03着 | R1:46.4（35.2）   | -0.3 | 0川田将雅     | 57        | サラキア               | 492         |            |
| 0000.10.18 | 新潟   | 信越S             | L       | 芝1400m（良） | 16    | 3     | 6     | 004.20（2人）   | 03着 | R1:21.1（34.6）   | -0.2 | 0津村明秀     | 56        | ジャンダルム           | 484         |            |
| 0000.11.15 | 東京   | オーロC           | L       | 芝1400m（良） | 17    | 5     | 10    | 004.80（3人）   | 09着 | R1:21.7（34.6）   | -0.3 | 0荻野極       | 56        | プールヴィル           | 472         |            |
| 2021.03.14 | 中山   | 東風S             | L       | 芝1600m（重） | 14    | 8     | 13    | 009.00（5人）   | 09着 | R1:35.8（37.2）   | -1.4 | 0津村明秀     | 57        | トーラスジェミニ       | 488         |            |
| 0000.07.18 | 小倉   | 中京記念          | GIII    | 芝1800m（良） | 12    | 2     | 2     | 014.00（7人）   | 10着 | R1:47.2（35.1）   | -1.0 | 0岩田望来     | 56        | アンドラステ           | 496         |            |
| 0000.08.29 | 新潟   | 朱鷺S             | L       | 芝1400m（良） | 18    | 1     | 2     | 012.30（6人）   | 12着 | R1:21.7（34.3）   | -0.7 | 0津村明秀     | 57        | カイザーミノル         | 492         |            |
| 0000.10.03 | 中京   | ポートアイランドS | L       | 芝1600m（良） | 16    | 7     | 13    | 028.60（9人）   | 15着 | R1:34.1（36.0）   | -1.5 | 0小沢大仁     | 57        | プリンスリターン       | 490         |            |
| 0000.12.05 | 中山   | ラピスラズリS     | L       | 芝1200m（良） | 16    | 1     | 1     | 009.50（5人）   | 03着 | R1:08.0（33.9）   | -0.1 | 0菅原明良     | 57        | エーポス               | 484         |            |
| 2022.01.15 | 中山   | カーバンクルS     | OP      | 芝1200m（良） | 16    | 7     | 14    | 006.70（3人）   | 13着 | R1:09.6（36.2）   | -0.9 | 0戸崎圭太     | 56        | サンライズオネスト     | 482         |            |
| 0000.03.12 | 阪神   | ポラリスS         | OP      | ダ1400m（良） | 16    | 7     | 13    | 038.5（11人）   | 16着 | R1:30.0（43.2）   | -6.2 | 0岩田望来     | 57        | バティスティーニ       | 482         |            |
| 0000.05.29 | 中京   | 安土城S           | L       | 芝1400m（良） | 18    | 5     | 9     | 069.8（11人）   | 18着 | R1:21.0（34.9）   | -1.6 | 0古川吉洋     | 56        | エントシャイデン       | 486         |            |
| 0000.10.16 | 新潟   | 信越S             | L       | 芝1400m（良） | 18    | 8     | 17    | 096.5（18人）   | 16着 | R1:21.3（34.8）   | -1.1 | 0松本大輝     | 56        | ダディーズビビッド     | 478         |            |
| 2023.01.07 | 中山   | ニューイヤーS     | L       | 芝1600m（良） | 13    | 8     | 13    | 076.6（13人）   | 10着 | R1:34.5（34.6）   | -1.3 | 0津村明秀     | 58        | ウイングレイテスト     | 482         |            |

## 血統表
| ダノンチェイサーの血統          | ダノンチェイサーの血統                                    | ダノンチェイサーの血統                                   | （血統表の出典）                                         | （血統表の出典） |
| 父系                            | サンデーサイレンス系                                      | サンデーサイレンス系                                     | サンデーサイレンス系                                     | [ § 2 ]          |
| 父 ディープインパクト 2002 鹿毛 | 父の父*サンデーサイレンス Sunday Silence 1986 青鹿毛      | Halo                                                     | Hail to Reason                                           | Hail to Reason   |
| 父 ディープインパクト 2002 鹿毛 | 父の父*サンデーサイレンス Sunday Silence 1986 青鹿毛      | Halo                                                     | Cosmah                                                   |                  |
| 父 ディープインパクト 2002 鹿毛 | 父の父*サンデーサイレンス Sunday Silence 1986 青鹿毛      | Wishing Well                                             | Understanding                                            | Understanding    |
| 父 ディープインパクト 2002 鹿毛 | 父の父*サンデーサイレンス Sunday Silence 1986 青鹿毛      | Wishing Well                                             | Mountain Flower                                          |                  |
| 父 ディープインパクト 2002 鹿毛 | 父の母*ウインドインハーヘア Wind in Her Hair 1991 鹿毛    | Alzao                                                    | Lyphard                                                  | Lyphard          |
| 父 ディープインパクト 2002 鹿毛 | 父の母*ウインドインハーヘア Wind in Her Hair 1991 鹿毛    | Alzao                                                    | Lady Rebecca                                             |                  |
| 父 ディープインパクト 2002 鹿毛 | 父の母*ウインドインハーヘア Wind in Her Hair 1991 鹿毛    | Burghclere                                               | Busted                                                   | Busted           |
| 父 ディープインパクト 2002 鹿毛 | 父の母*ウインドインハーヘア Wind in Her Hair 1991 鹿毛    | Burghclere                                               | Highclere                                                |                  |
| 母 *サミター Samitar 2009 鹿毛  | 母の父*ロックオブジブラルタル Rock of Gibraltar 1999 鹿毛 | *デインヒル                                              | Danzig                                                   | Danzig           |
| 母 *サミター Samitar 2009 鹿毛  | 母の父*ロックオブジブラルタル Rock of Gibraltar 1999 鹿毛 | *デインヒル                                              | Razyana                                                  |                  |
| 母 *サミター Samitar 2009 鹿毛  | 母の父*ロックオブジブラルタル Rock of Gibraltar 1999 鹿毛 | Offshore Boom                                            | Be My Guest                                              | Be My Guest      |
| 母 *サミター Samitar 2009 鹿毛  | 母の父*ロックオブジブラルタル Rock of Gibraltar 1999 鹿毛 | Offshore Boom                                            | Push a Button                                            |                  |
| 母 *サミター Samitar 2009 鹿毛  | 母の母Aileen's Gift 1998 鹿毛                             | Rainbow Quest                                            | Blushing Groom                                           | Blushing Groom   |
| 母 *サミター Samitar 2009 鹿毛  | 母の母Aileen's Gift 1998 鹿毛                             | Rainbow Quest                                            | I Will Follow                                            |                  |
| 母 *サミター Samitar 2009 鹿毛  | 母の母Aileen's Gift 1998 鹿毛                             | Joyful                                                   | Green Desert                                             | Green Desert     |
| 母 *サミター Samitar 2009 鹿毛  | 母の母Aileen's Gift 1998 鹿毛                             | Joyful                                                   | Optimistic Lass                                          |                  |
| 母系(F-No.)                     | 2号族(FN:2-f)                                             | 2号族(FN:2-f)                                            | 2号族(FN:2-f)                                            | [ § 3 ]          |
| 5代内の近親交配                 | Northern Dancer 5×5･5＝9.38%、Danzig 4・5（母内）＝9.38%  | Northern Dancer 5×5･5＝9.38%、Danzig 4・5（母内）＝9.38% | Northern Dancer 5×5･5＝9.38%、Danzig 4・5（母内）＝9.38% | [ § 4 ]          |
| 出典                            | 1. 2. 3. 4.                                               | 1. 2. 3. 4.                                              | 1. 2. 3. 4.                                              | 1. 2. 3. 4.      |